# Pernilla (stol)

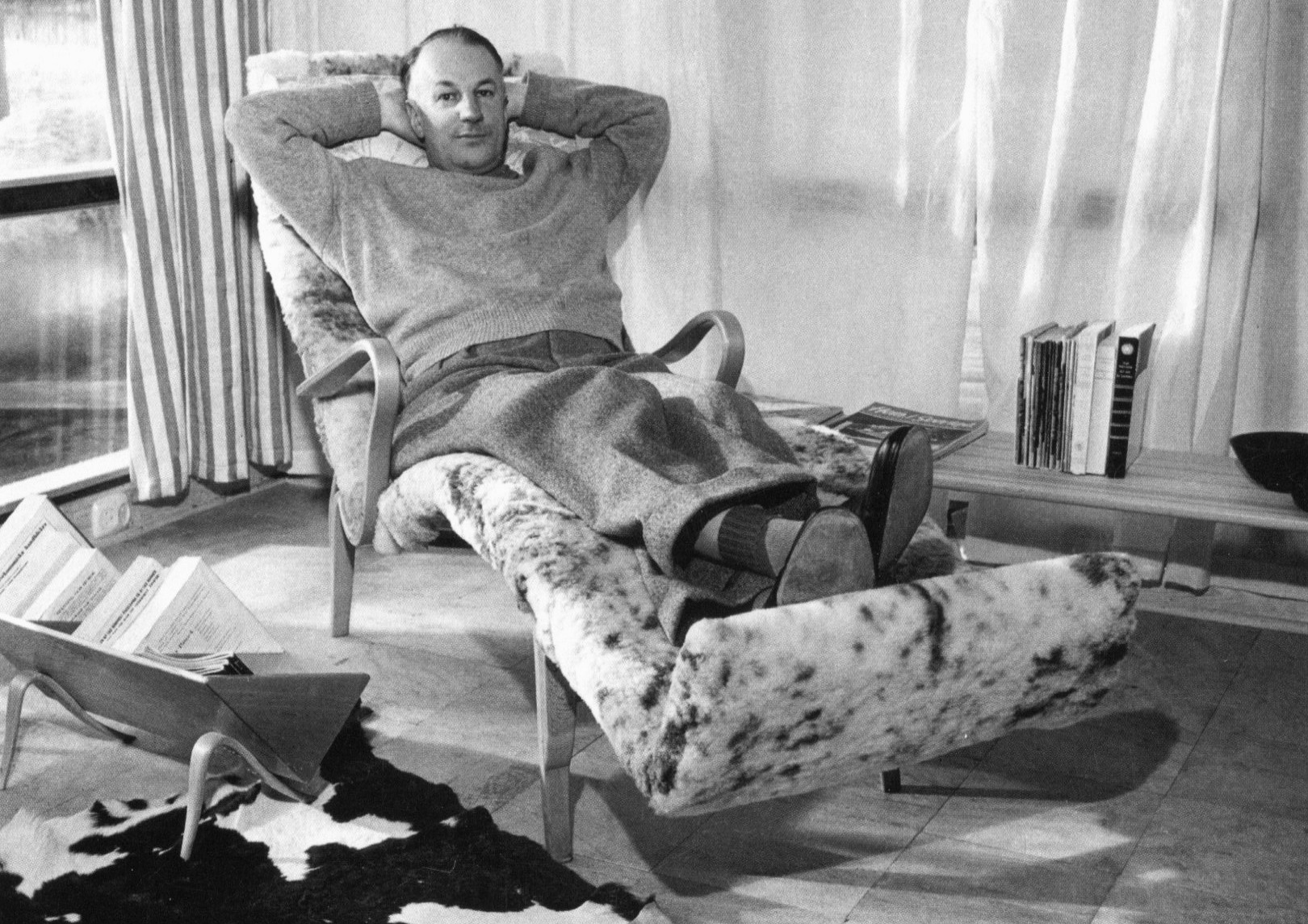
Bruno Mathsson i sin Pernilla 3, 1950-tal.

Pernilla är en sittmöbel som formgavs 1944 av Bruno Mathsson. Stolen, som produceras fortfarande idag i olika varianter, är namngiven efter journalisten Pernilla Tunberger och räknas till en av Sveriges mest kända fåtöljer.

## Bakgrund

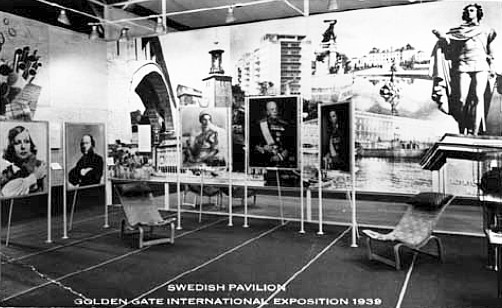
Två Mathssonstolar i svenska paviljongen på Golden Gate-utställningen, San Francisco 1939.

Redan 1931 ritade Bruno Mathsson sin första stol efter funktionalismens formgivningsidéer. Stolen fick hängande sadelgjordsmatta i en stomme av böjträ för att uppnå ett bekvämt sittande utan stoppning och resårer. Uppdragsgivaren var Värnamo lasarett och stolen kallades ”Gräshoppan” på grund av sin ovanliga form där armstöden påminde om en gräshoppans uppdragna bakben. Men både sjukhuspersonalen och patienterna hade svårt med formgivningen och stolarna ställdes snart undan. Efter Mathssons genombrott plockades de emellertid fram igen.
År 1936 presenterade Mathsson föregångarna till Pernillastolen på sin debututställning på Röhsska museet i Göteborg. Den perfekta sittkurvan fick han genom att sätta sig i en snödriva och sedan överföra avtrycket till ritbordet. På utställningen visade han en arbetsstol, en vilstol och en liggstol, alla med stomme av massivt och skiktlimmat böjträ samt klädsel av flätad sadelgjord men fortfarande utan armstöd. Stolarnas sittkomfort vidareutvecklades genom att Mathsson lät provsitta utställningens besökare.
Utställningen på Röhsska museet blev Mathssons genombrott i Sverige och året efter fick han även internationellt erkännande på världsutställningen i Paris 1937 där han med framgång var representerad i Sveriges paviljong. 1939 beställde Museum of Modern Art i New York Mathssons stolar för en tillbyggnad av museet och samma år fanns hans stolar med på New York World's Fair 1939 samt på Golden Gate-utställningen i San Francisco.

## Pernillastolen

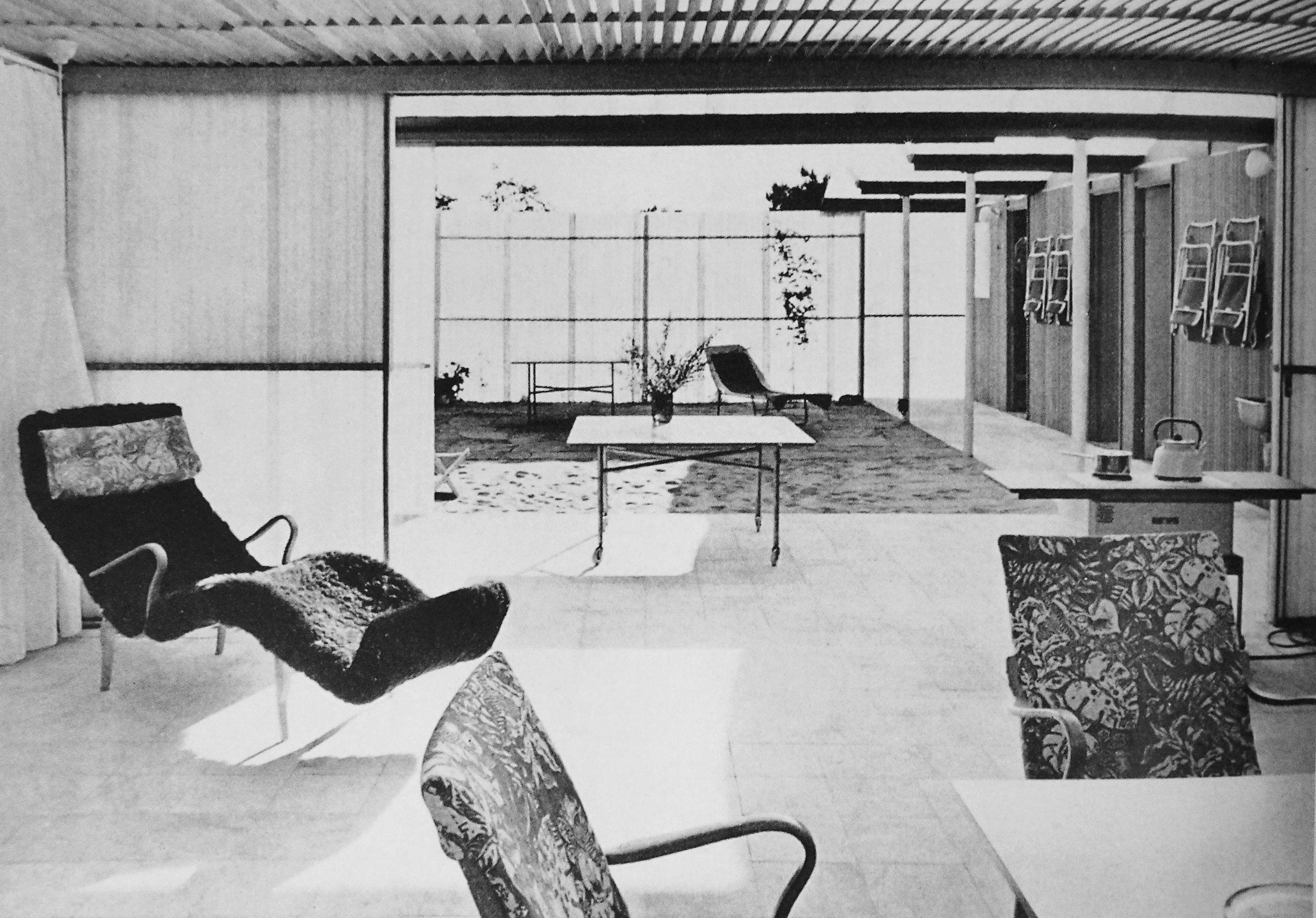
"Pernilla" (till vänster) och "Eva" (längst fram) i Bruno Mathssons sommarhus 1961.

Namnet ”Pernilla” fick Mathssons liggstol 1944. Namngivningen har sin bakgrund i ett besök av journalisten Pernilla Tunberger som kom till Mathssons bostad i Värnamo för en intervju för en artikel som publicerades den 4 mars 1943 i Dagens Nyheter. Under rubriken Tågbänk och biofåtölj äro onödigt obekväma beskrev hon Bruno Mathsson i klass med Josef Frank och "självaste" Le Corbusier, men helt okänd på hemorten Värnamo. Mathsson blev så nöjd med artikeln att han namngav sin liggstol i böjträ efter journalisten.
Pernillastolen framtogs i tre varianter: Pernilla 1, 2 och 3. Pernilla 1 var en vidareutveckling av vilstolen med armstöd, vinklat huvudstöd och separat fotpall. Pernilla 2 fick en lutningsvinkel mellan arbetsstolen och vilstolen medan Pernilla 3 var en vidareutveckling av liggstolen dock med integrerat fotstöd. Arbetsstolen döptes 1941 till Eva. Stolarna fick en sits av massiv björk med armstöd och underrede av böjlimmad bok. Klädseln bestod av flätad sadelgjord av lin. 1969 lanserades ytterligare en variant av möbelföretaget DUX, Pernilla 69, med bland annat klädda armstöd.
Pernilla 2 och 3 produceras fortfarande med klädsel av sadelgjord, tyg, fårskinn eller läder. En variant av Pernilla 3 finns även med hjul. Tillverkare är Bruno Mathsson International vars logotyp innehåller en stiliserad Pernillastol i profil.
| "Pernilla 3" med fårskinn och "Pernilla 2" med sadelgjord. |  | "Pernilla 3" med fårskinn och "Pernilla 2" med sadelgjord. |
| "Pernilla 3" med fårskinn och "Pernilla 2" med sadelgjord. |  |                                                            |

## Citat
| ”                                     | Det bekväma sittandet är en konst, vilket det icke bör vara. Istället bör tillverkningen av sittmöbler ske med en sådan konst att sittandet i dem icke blir någon konst. | „ |
| – Bruno Mathsson om sittandets konst. | |   |